# Eustomias hulleyi
Eustomias hulleyi es una especie de pez de la familia Stomiidae en el orden de los Stomiiformes.

## Hábitat
Es un pez de mar y de aguas profundas que vive hasta 1.200 m de profundidad.

## Distribución geográfica
Se encuentra al sureste del Mar de los Sargazos (23 ° 46'N, 58 ° 59'W).